# 竹安邦夫
竹安 邦夫（たけやす くにお、1950年9月3日 - ） は、日本の生物学者。京都大学名誉教授。専門は分子情報解析学。

## 人物・経歴
兵庫県芦屋市出身。1969年大阪府立三国丘高等学校卒業。1973年神戸大学農学部畜産学科卒業。1976年広島大学大学院理学研究科動物学専攻修了、理学修士。1980年大阪大学医学部助手。1981年広島大学理学博士、大阪大学医学博士、コーネル大学生化学教室研究員。1984年ジョンズ・ホプキンズ大学生物学部兼カーネギー研究所発生学部研究員。1988年バージニア大学医学部助教授。1992年オハイオ大学医学生化学部准教授。1993年米国心臓財団 Young Investigator Award 受賞。1995年京都大学総合人間学部教授。1999年京都大学大学院生命科学研究科教授。2016年京都大学名誉教授。

## 編著
- 『生きる論理・生きる倫理』京都大学学術出版会 1999年
- 『ナノバイオロジー : ナノテクノロジーによる生命科学』共立出版 2004年